# Playa de Santa Bárbara (Curazao)
Playa de Santa Bárbara es una playa en la isla caribeña de Curazao, ubicada al sur de la ciudad de Willemstad.
El terreno es propiedad de una empresa minera, cerca de una antigua mina de fosfato que aún se pueden encontrar por allí. La playa es accesible al público que paga una cuota de entrada de $ 50. Un hito en la playa es la Montaña Table. Muy cerca se encuentra el Parque llamado "Curacao Underwater Beach Park".
Hay un complejo de lujo con un puerto deportivo y una cancha de golf. También hay varias casas de estancia. Cerca hay un complejo turístico llamado Hyatt Regency.
Esta playa se encuentra en la localidad de Nieuwport, en Curazao.